# Chiesa di San Filippo Neri (Piancastagnaio)
La chiesa di San Filippo Neri è un edificio sacro che si trova a Piancastagnaio.

## Storia e descrizione
In origine dedicata alla Santa Croce, quindi (1577) sede della Compagnia del Santissimo Nome di Gesù. L'attuale dedicazione risale a dopo il 1796, quando vi fu trasferito l'oratorio notturno di San Filippo Neri.
L'edificio mostra forme semplificate sia all'esterno che all'interno, formato da una vasta aula rettangolare con una cappella sulla destra, dove si conserva la statua del Santo portata in processione ogni 26 maggio. Nell'abside, affrescata in alto, si trova una tela settecentesca con l'Apparizione della Madonna col Bambino a San Filippo Neri, riferibile ad ambito nasiniano.